# Steve Heard
Steven Philip "Steve" Heard  (* 29. dubna 1962) je bývalý britský atlet, halový mistr Evropy v běhu na 800 metrů.
Patřil do evropské špičky běžců na 800 metrů na přelomu 80. a 90. let 20. století. Jeho největším úspěchem byl titul halového mistra Evropy v této disciplíně v roce 1989.